# Au (Bad Grönenbach)
Au ist ein Weiler des Kneippheilbades Bad Grönenbach im Landkreis Unterallgäu in Bayern.

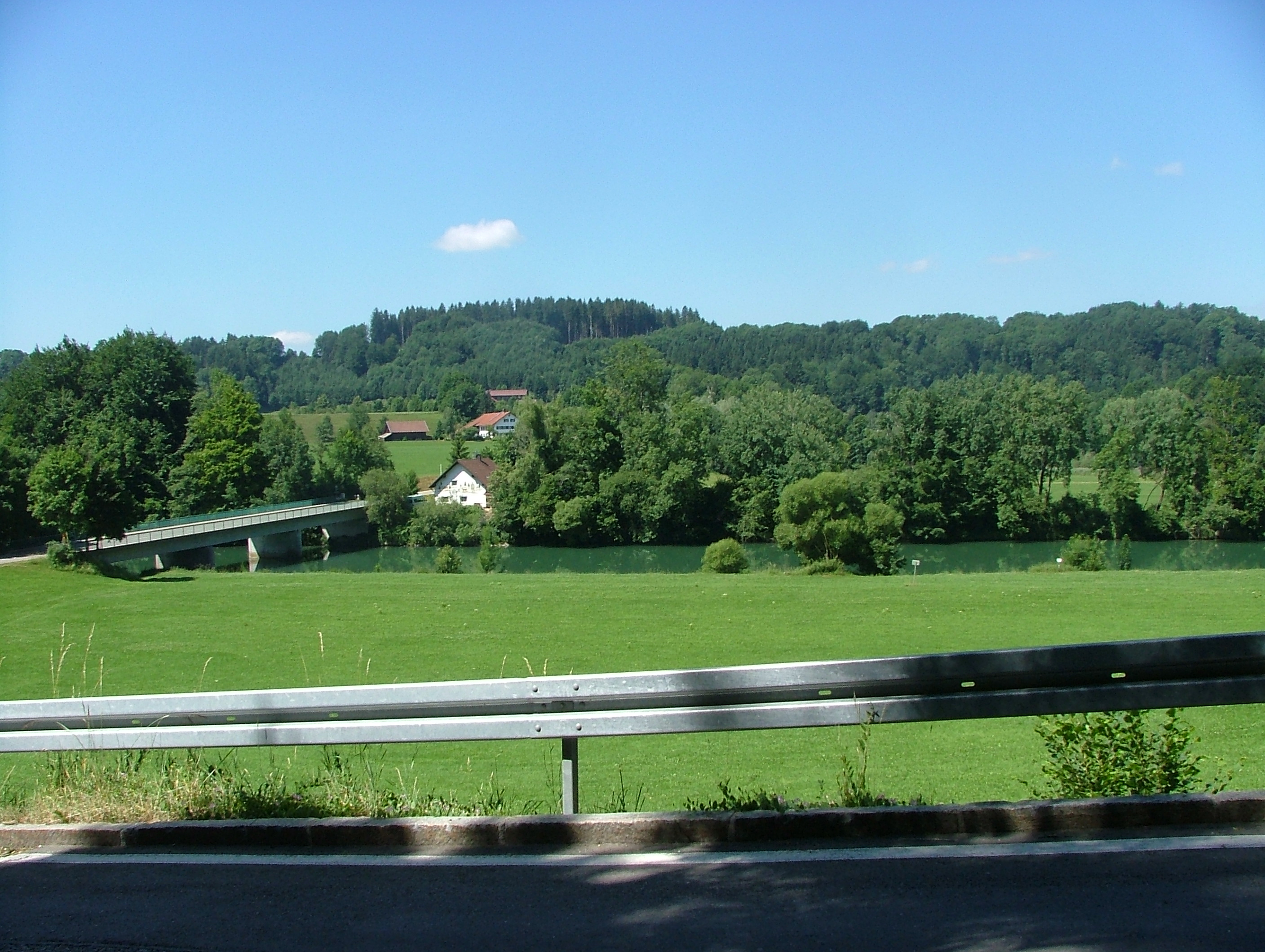
Illerbrücke in der Au

## Geografie

### Lage
Der Weiler liegt in Oberschwaben in der Donau-Iller-Region, etwa drei Kilometer südwestlich von Bad Grönenbach, auf einer Höhe von 669 m ü. NN. An Au grenzen im Uhrzeigersinn im Norden beginnend im Landkreis Unterallgäu das Dorf Rothenstein und der Weiler Manneberg. Im Westen verläuft die Iller von Süden nach Norden und bildet die Gemeindegebietsgrenze zwischen Bad Grönenbach und Legau. Auf der westlichen Illerseite grenzen die zu Legau gehörenden Weiler Unterau, Oberau, Ehrensberg und Maien an den Weiler Au.

### Geologie
Au unterteilt sich in verschiedene Häuser- und Gehöftgruppierungen. Unmittelbar an der Iller besteht der Untergrund aus Ablagerungen des Jungholozäns und einer polygenetischen Talfüllung zum Teil aus der Würmeiszeit stammend. Der Grund besteht in diesem Bereich aus Mergel, Lehm, Sand, Kies und zum Teil Torf. Die Häuser im nördlichen und südlichen Bereich an der Kreisstraße MN 21 etwas östlich der Iller befinden sich auf einem Bereich der ungegliederten oberen Süßwassermolasse des Miozäns. Der Untergrund besteht aus Tonen, Schluff, Mergel und Sand.

## Geschichte
Eine Erwähnung von Au ist bereits 1512 urkundlich belegt. In den Jahren 1811 bis 1815 wurde in Au eine Winkelschule errichtet, die für die Schulsprengel der Ortschaften Au, Schönau, Tiefenau, Manneberg und Brandholz zuständig war. Ab 1815 bestimmte das königlich-bayerische General-Kommissariat, dass es nur noch in Bad Grönenbach, Ittelsburg und Gmeinschwenden Schulen gab. In der Winkelschule in Au war 1813 und 1814 der Lehrer Miller, 1814 und 1815 der Lehrer Buehl und zuletzt der Bauernsohn Engelbert Klotz als Privatlehrer seiner Geschwister tätig.

## Verkehr
Durch Au führt von Norden, von Rothenstein kommend, nach Süden die Kreisstraße MN 21. Im weiteren Verlauf überquert diese die Iller und verläuft weiter bis Legau.